# Manekia incurva
Manekia incurva là một loài thực vật có hoa trong họ Hồ tiêu. Loài này được (Sieber ex Schult.) T. Arias, Callejas & Bornst. mô tả khoa học đầu tiên năm 2006.